# Nane (gudinna)
Nane var moderskapets, krigets och visdomens gudinna inom armenisk mytologi.   Hon avbildades som en vacker ung kvinna i stridsutrustning med sköld och spjut i händerna, och identifierades med grekernas Athena. 
Hennes ursprung har föreslagits vara akkadernas Nanaya eller Kybele. Hennes kult ska ha liknat den som tillägnades Anahita. Hon beskrivs som Aramazds dotter. Hennes huvudsakliga tempel låg i staden Thil vid Lycusfloden. I Armenien ska den äldsta kvinnan i kungafamiljen ha uppfattats som en inkarnation av Nane, och "Nana" är fortsatt en titel för farmödrar och mormödrar i flera kulturer. 
Efter införandet av kristendomen förstördes hennes tempel och allting som associerats med henne, och därför har lite information om henne bevarats. 